# 7454 Kevinrighter
A 7454 Kevinrighter (ideiglenes jelöléssel 1981 EW20) a Naprendszer kisbolygóövében található aszteroida. Schelte J. Bus fedezte fel 1981. március 2-án.